# Sosatie

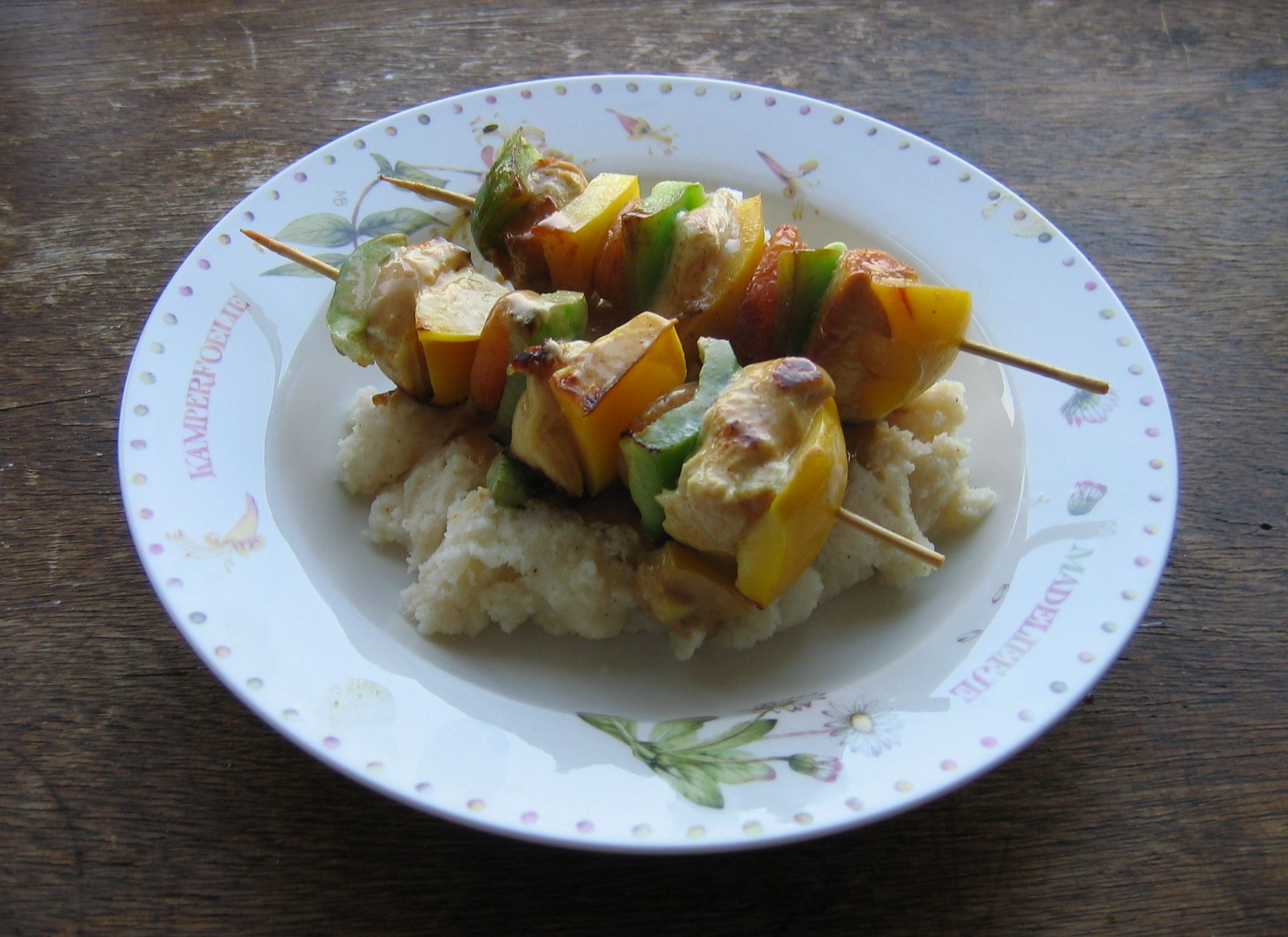
Sosaties de frango com alperce seco e pimento.

Sosatie (plural: sosaties) é uma espetada tradicional da culinária da África do Sul. É normalmente preparada com carne de cordeiro, podendo, no entanto, ser também preparada com carnes de frango, de cabra-de-leque, de porco ou de bovino, entre outras.
A palavra sosatie teve origem nos malaios do Cabo, os criadores do prato, resultando da composição de satay ("espetada malaia ou indonésia") e saus ("molho condimentado"). Foi inicialmente usada em africânder, a língua principal dos malaios do Cabo, tendo posteriormente sido adotada também noutras línguas da África do Sul.

## Preparação
A carne é cortada em cubos e colocada, de um dia para o outro, numa marinada de cebola frita, malaguetas, alho, alforva, sumo de tamarindo, louro, vinagre, caril e compota de alperce, entre outros ingredientes possíveis. Em seguida, é colocada em espetos e, finalmente, grelhada ou frita. Contudo, a forma mais comum de cozinhar sosaties é num braai (grelhador sul africano). Os cubos de carne são muitas vezes intercalados com cogumelos, cebolas, pimentos, alperces secos e ameixas secas.